# Daniel Brottier
Daniel Jules Alexis Brottier, CSSp. (La Ferté-Saint-Cyr, 1876. szeptember 7. – Auteuil, 1936. február 28.) francia római katolikus pap volt a Szentlélek Kongregációban (akik jelenleg spirituálisnak nevezik magukat). A croix de guerre és a Légion d'honneur kitüntetésben részesült az első világháború alatt végzett kápláni szolgálataiért, Szenegálban végzett misszionáriusi munkát, és árvaházat vezetett Auteuilban, Párizs külvárosában. II. János Pál pápa 1983-ban nyilvánította tiszteletreméltóvá, majd 1984. november 25-én boldoggá.

## Életrajz

### Fiatalkora
Brottier a francia Loir-et-Cher megye egyik településén, La Ferté-Saint-Cyr településen született 1876. szeptember 7-én Jean-Baptiste Brottiernek, Durfort márki kocsisának és felesége, Herminie (született Bouthe) második fiaként. Gyerekkorának egyik története elmeséli, hogy édesanyja megkérdezte tőle, mi szeretne lenni, ha felnő. 
Daniel válasza ez volt: 
"Nem leszek sem tábornok, sem cukrász – én leszek a pápa!" Édesanyja emlékeztette arra, hogy ahhoz, hogy pápa legyen, először papnak kell lennie. 
A kis Dániel dühös lett:
"Na, akkor pap leszek!" 
Tízévesen Brottier elsőáldozó lett, és egy évvel később beiratkozott a bloisi kis szemináriumba. 1896-ban, húszévesen egy év katonai szolgálatot teljesített Bloisban. 1899. október 22-én szentelték fel, majd három évig tanított a franciaországi Pontlevoy-ban.

### Misszionáriusi munka Afrikában

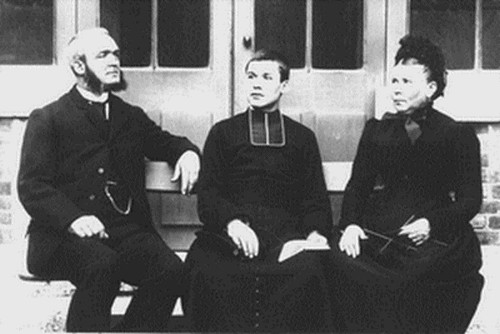
A fiatal Brottier atya 1903-ban Szenegálba készült, egy képen szüleivel, Jean-Baptiste-tel és Herminie-vel

A fiatal Brottier abbé, aki még mindig tanár volt, elhatározta, hogy misszionárius lesz, és 1902-ben csatlakozott az orlyi Szentlélek Kongregációhoz. A noviciátus befejezése után a gyülekezet 1903-ban a szenegáli Saint-Louis missziós plébániára küldte Brottiert vikáriusnak. Csalódott volt, amiért inkább a városba osztották be, mint a bonyolultabb hátországba.
Ennek ellenére Brottier azonnal munkához látott. Hetente utasításokat adott a középiskolásoknak, gyermekjóléti központot alapított, és kiadott egy egyházközségi értesítőt a Szent Lajos visszhangját.  
Egészségi állapota azonban megsínylette az éghajlatot, és 1906-ban hat hónapos lábadozási időszakot töltött Franciaországban. 1911-ben rossz egészségi állapota miatt végleg visszatért Franciaországba. 
Szenegálból való végső távozása után Brottier egy rövid, de személyesen meghatározó időszakot töltött Lérins itrappista kolostorában – ugyanabban a szigeti kolostorban, amely Szent Patrik írországi evangelizációs előkészítéséhez köthető. Brottier-t elmélkedőbb életre hívták, mint amit Afrikában élt misszionáriusként, de lérinsi tartózkodása megszabadította ettől a gondolattól. Ahogy Brottier írta nővéreinek:
"Felejthetetlen órákat töltöttem a kolostorra való emlékezéssel az áldozat és az önfeláldozás légkörében. Ám az alváshiány, és főleg az ételhiány megviselte a hatását, és néhány nap múlva megt kellett látnom az igazságot: " Nem vagyok erre a fajta életre teremtve."
Még azután is, hogy elhagyta Szenegált, Brottier-t Hyacinthe Jalabert püspök, Szenegál apostoli helytartója felkérte, hogy folytasson adománygyűjtő kampányt egy dakari katedrális felépítésére. Ebből a célból Brottiert nevezték ki Dakar általános helynökévé, annak ellenére, hogy Párizsban tartózkodott. Brottier hét éven át összpontosított erre a projektre, két periódusban (azaz 1911–1914 és 1919–1923), a közjáték az első világháború eredménye volt. Az úgynevezett " afrikai emlékszékesegyházat " Mindössze néhány héttel Brottier halála előtt 1936. február 2-án szentelték fel.

### Szolgálat az első világháború alatt
Az első világháború kitörésekor Franciaországban Brottier a 121. gyalogezred önkéntes lelkésze lett. Hatszor hivatkoztak bátorságáért, és megkapta a croix de guerre és a Légion d′honneur kitüntetést. A fronton való túlélést Lisieux-i Szent Teréz közbenjárásának tulajdonította, szentté avatásakor pedig kápolnát épített neki Auteuil-ben: az első HER-nek szentelt templomot.
A háború után Brottier megalapította a Katonai Szolgálatok Nemzeti Szövetségét (L’Union nationale des combattants), a különféle konfliktusok francia veteránjaiból álló szervezetet. 

### Auteuil árváival
1923 novemberében Párizs bíboros érseke, Louis-Ernest Dubois felkérte a Szentlélek Kongregációt, hogy vállaljon egy árvaházat Párizs egyik kerületében, Auteuil árva tanítványait. Brottier lelkésztársával, Yves Pichonnal 13 évig dolgozott a létesítmények bővítésén, és az árvák jólétéért. Munkáját két célnak szentelte: a legszegényebbek és legszerencsétlenebbek megmentését, és ezeket az erőket Szent Thérèse közbenjárásának szentelte. 1933-ban Brottier úttörő szerepet játszott egy olyan programban, amely a gyerekeket az árva tanoncokhoz kapcsolódó katolikus fizetősök háztartásába helyezte. Auteuil-i munkájának gyümölcse műhelyek építése, nyomda és mozi megnyitása, folyóiratok piacra dobása volt. Érkezésekor a létesítmény140 árva gondozásában állt; amikor Brottier meghalt, több mint 1400-an voltak.
Különösen figyelemreméltó Brottier Auteuil árváival végzett munkája, és talán általánosabban, az volt a vágya, hogy a pénzügyi támogatás keresésének korábban feltáratlan módjaira terjeszkedjen. Példa erre, hogy elsajátította a kameraművészetet, és filmkészítési oktatást kínált a gyerekeknek. Még egy népszerű filmet is készített személyes védőszentje, Szent Teréz életéről.
Brottier 1936. február 28-án halt meg a párizsi St. Joseph Kórházban. Temetésén tizenötezer párizsi vett részt. Az auteuil-i St. Thérèse-kápolnában temették el 1936. április 5-én.

## Tisztelete
II. János Pál pápa 1983. január 13-án a hősi erényről szóló rendeletével kitüntetésre méltónak nyilvánította Brottiert. János Pál boldoggá avatta Párizsban 1984. november 25-én. Szentté avatásának okát nagyban elősegítette az az 1962-es állítás, hogy teste pontosan olyan sértetlen volt, mint temetése napján. Ezen kívül sok csodát tulajdonítottak közbenjárásának. A lelkiatyák február 28-án ünnepelték ünnepüket.

## Öröksége
A Duquesne Egyetem – a lelkiatyák által alapított és irányított amerikai egyetem – rezidenciáját a boldog Daniel Brottier emlékére Brottier Hallnak lett elnevezve.
A Brottier Refugee Services egy nonprofit szervezet, amelyet azért hoztak létre, hogy magánszponzorokat segítsen a menekültek Kanadába fogadásában.

## Válogatott bibliográfia
- Delgado, Pierre. Un grand ami des enfants. Le père Brottier (francia nyelven) (1946)
- Cristiani, Léon. Le Serviteur de Dieu, Daniel Brottier (francia nyelven). France-Empire (1963)
- Gilbert, Alphonse. Le bienheureux Daniel Brottier (francia nyelven). Paris: Sarment-Fayard (2000). ISBN 2-86679-285-8
- Grach, Antoine. Le bienheureux père Daniel Brottier, 1876-1936. Du Sénégal à l'œuvre d'Auteuil (francia nyelven). Karthala (2006). ISBN 2-84586-791-3
- O'Carroll, Michael. Disciples of Saint Thérèse of Lisieux (On Pope Pius XI., Marie, sister of Saint Theresa, and Daniel Brottier. With portraits). Dublin: Catholic Truth Society of Ireland (1944)
- Pichon, Yves. Le Père Brottier, 1876–1936 (francia nyelven). L'Oeuvre d'Auteuil (1954)
- Vast, Jean. Père Daniel Brottier : missionnaire à Saint-Louis du Sénégal (francia nyelven). Saint-Louis: Unir (1984)
- Blessed Daniel Brottier2008 (angol nyelven). www.slideshare.net, 2009. május 22. (Hozzáférés: 2018. július 9.)

## Fordítás
Ez a szócikk részben vagy egészben  a   Daniel Brottier című angol Wikipédia-szócikk ezen változatának fordításán alapul.  Az eredeti cikk szerkesztőit annak laptörténete sorolja fel. Ez a jelzés csupán a megfogalmazás eredetét és a szerzői jogokat jelzi, nem szolgál a cikkben szereplő információk forrásmegjelöléseként.